# دانشگاه آزاد اسلامی واحد کاشان
دانشگاه آزاد اسلامی واحد کاشان در سال ۱۳۶۳ توسط مرحوم پروفسور سربلوکی فعالیت خودرا در شهرستان کاشان آغاز کرد. در حال حاضر این دانشگاه دارای ۴۵۰۰ نفر دانشجو در ۶۰ رشته فنی مهندسی، علوم انسانی و علوم پزشکی در مقاطع کاردانی، کارشناسی، کارشناسی ارشد و دکترا در دانشگاه آزاد اسلامی واحد کاشان مشغول به تحصیل هستند که تاکنون بیش از 30000 نفر از این دانشگاه فارغ‌التحصیل شده‌اند. دانشگاه آزاد اسلامی واحد کاشان دارای ۵۳ هکتار فضای دانشگاهی و سه دانشکده (شامل: دانشکده برق و کامپیوتر، دانشکده فنی و مهندسی و دانشکده علوم پزشکی و پرستاری) می‌باشد.
بهترین و با سابقه‌ترین رشته‌های تحصیلی این دانشگاه، مهندسی عمران، مهندسی نساجی، مهندسی مکانیک وحسابداری می‌باشد. در سالهای اخیر رشته‌های حقوق و روانشناسی ومهندسی پزشکی از رشته‌های جدید و پررونق واحد کاشان می‌باشد. ضمناً از سال ۱۳۹۵ رشته‌های پرستاری و پیراپزشکی در واحد کاشان در ۳ رشته پرستاری، علوم آزمایشگاهی و مهندسی بهداشت محیط فعالیت خود را آغاز نمودند.